# This Is England (singolo)
This Is England è il diciannovesimo singolo del gruppo rock britannico The Clash.

## Il brano
This Is England (letteralmente "Questa è l'Inghilterra") fu pubblicato per promuovere l'ultimo album del gruppo, Cut the Crap, del 1985. A differenza di quelle dell'album, spesso ridicolizzanti, le critiche di questo singolo furono spesso positive, e Joe Strummer descrisse il brano come «the last great Clash song», ovvero, "l'ultima grande canzone dei Clash". La canzone appare anche alla posizione no. 30 nella classifica delle 30 canzoni top dei Clash secondo un sondaggio effettuato nel dicembre del 2003 del magazine Uncut.
Sempre nel 1985 il singolo fu ristampato sul mercato (TA6122) come 12 pollici, con una copertina differente dall'originale e una bonus track sul lato B, Sex Mad Roar. Sex Mad Roar è stato ripubblicato in CD solo nel 2006, nel box set Singles Box.

## Tracce
1. This Is England (Joe Strummer, Bernard Rhodes) – 3:37
2. Do It Now (Joe Strummer, Bernard Rhodes) – 3:07

Singolo "12 pollici
1. This Is England (Joe Strummer, Bernard Rhodes) – 3:37
2. Do It Now (Joe Strummer, Bernard Rhodes) – 3:07
3. Sex Mad Roar (Joe Strummer, Bernard Rhodes) – 2:59

## Formazione
- Joe Strummer — voce
- Paul Simonon — armonie vocali, basso
- Nick Sheppard — armonie vocali, chitarra elettrica
- Pete Howard — batteria

Altri musicisti
- Bernard Rhodes — batteria elettronica
- Hermann Weindorf — tastiere

Crediti
- Jose Unidos — produttore discografico

## Classifiche
| Classifica             | Posizione |
| ---------------------- | --------- |
| Official Singles Chart | 24        |
| Irish Singles Chart    | 13        |